# Воронцов, Михаил Егорович
Михаил Егорович Воронцов (27 сентября [10 октября] 1914, дер. Горка, Вологодская губерния — 10 апреля 1974, Загорск, Московская область) — лейтенант Рабоче-крестьянской Красной Армии, участник советско-финской и Великой Отечественной войн, Герой Советского Союза (1943).

## Биография
Родился 27 сентября (10 октября) 1914 года в деревне Горка (ныне Вилегодского района Архангельской области) в семье крестьянина. Окончил четыре класса школы. В 1939 году работал на Соломбальском сульфатно-целлюлозном заводе в Архангельской области. В том же году был призван на службу в Рабоче-крестьянскую Красную Армию. Принимал участие в советско-финской войне.
С 1941 года — на фронтах Великой Отечественной войны. К сентябрю 1943 года лейтенант Михаил Воронцов командовал взводом 33-го отдельного сапёрного батальона 180-й стрелковой дивизии 38-й армии Воронежского фронта. Отличился во время битвы за Днепр.
27 сентября 1943 года, несмотря на вражеский огонь, переправил через Днепр в районе села Лютеж Вышгородского района Киевской области Украинской ССР первую десантную группу. 29 сентября организовал бесперебойную паромную переправу через реку. Когда трос переправы в нескольких местах был перебит миномётным огнём врага, бросился в холодную воду и вновь связал его.
Указом Президиума Верховного Совета СССР от 29 октября 1943 года за «образцовое выполнение боевых заданий командования на фронте борьбы с немецкими захватчиками и проявленные при этом мужество и героизм» лейтенант Михаил Воронцов был удостоен звания Героя Советского Союза с вручением ордена Ленина и медали «Золотая Звезда» за номером 1024.
После окончания войны демобилизован. Жил в городе Загорске Московской области, работал слесарем-механиком на местном оптико-механическом заводе. Умер 10 апреля 1974 года, похоронен на старом кладбище Сергиева Посада.
Был также награждён орденами Красного Знамени и Отечественной войны 2-й степени, а также рядом медалей.
В декабре 2020 года имя героя присвоено проезду в Сергиевом Посаде.